# ネイト・エブナー
ネイト・エブナー（Nate Ebner 1988年12月14日- ）はオハイオ州コロンバス出身のアメリカンフットボール選手・ラグビー選手。ポジションはセイフティ。

## 経歴
17歳のときに、史上最年少でアメリカ代表に選ばれた。7人制ラグビーの年代別世界選手権に出場、2007年のU19アメリカ代表のMVP、2008年のU20アメリカ代表の最優秀選手に選ばれた。
アメリカンフットボール選手としてはオハイオ州立大学で主にスペシャルチームとして起用された。
2012年のNFLドラフト6巡でニューイングランド・ペイトリオッツに指名され、4年契約を結んだ。フィラデルフィア・イーグルスとのプレシーズンゲームでインターセプトをあげた。
1年目の2012年、ペイトリオッツのスペシャルチーム中、キャプテンのマシュー・スレイターの20タックルに続く17タックルをあげた。またセイフティとして36スナップでプレーした。
2013年も主にスペシャルチームで起用された。第12週のデンバー・ブロンコス戦でオーバータイム残り3分にペイトリオッツのパンター、ライアン・アレンが蹴った高いパントは、風の影響が強かったことから、ブロンコスのリターナー、ウェス・ウェルカーはキャッチをあきらめ、ボールが止まるのを待つ判断をした。しかしブロンコスのトニー・カーターがボールに触ったことからフリーボールとなったパントをリカバーし、スティーブン・ゴストコウスキーの31ヤードの決勝FGに結びつけて、一時24点差をつけられたチームの勝利に貢献した。
2014年、彼は親指の怪我で4試合を欠場したが、スペシャルチームとしてチームで2番目に多い11タックルをあげた。この年、ペイトリオッツは第49回スーパーボウルに勝利、彼は初のスーパーボウルリングを手に入れた。
2015年12月6日のフィラデルフィア・イーグルス戦でペイトリオッツがタッチダウンした後、珍しいオンサイドドロップキックを行った。このプレーではイーグルスがボールを自陣41ヤード地点で確保した。
2016年3月12日、ペイトリオッツと2年240万ドルで契約延長を果たした。この年16試合に出場し19スペシャルチームタックルを記録、AP通信のオールプロの投票で同僚のマシュー・スレイターの14票に次ぐ12票を獲得しセカンドチームに選ばれた。この年、チームは第51回スーパーボウルに出場、延長の末、アトランタ・ファルコンズを34-28で破った。
2017年第12週のマイアミ・ドルフィンズ戦でフェイクパントのプレーで14ヤードを走り、ファーストダウンを獲得したが、そのプレーでひざを負傷して退場、シーズン絶望となった。チームは第52回スーパーボウルに出場したが、彼は欠場、フィラデルフィア・イーグルスに33-41で敗れた。
2018年3月13日、ペイトリオッツと2年の延長契約を果たした。この年チームは第53回スーパーボウルでロサンゼルス・ラムズを13-3で破り、彼は3つめのスーパーボウルリングを手に入れた。
2020年3月19日、ニューヨーク・ジャイアンツと1年契約を結んだ。

### ラグビーとの関わり
リオデジャネイロオリンピック7人制ラグビーのアメリカ代表に選出された。
アルゼンチンに14-17で敗れた試合と、ブラジルに26-0で勝った2試合に出場、ブラジル戦の前半にトライをあげた。その試合の後半にはイリーガルタックルでペナルティボックスに入った。グループリーグ最終戦のフィジー戦でもトライをあげたが、チームは得失点差でメダル争いには加われず、9位に終わった。
NFLのシーズン開幕前に行われたラグビーワールドカップセブンズ2018では、NBCスポーツでスタジオ解説者を務めた。2018年、メジャーリーグラグビーのニューイングランド・フリージャックスのマイナーオーナーにペイトリオッツの同僚、パトリック・チャンとともに加わった。